# 이원화 캠퍼스
이원화 캠퍼스 또는 제2 캠퍼스는 두 개 이상의 지역에서 동시에 교지(본교)를 운영하는 것을 뜻한다. 대학교를 운영하는 제도로, 분교와는 다른 개념이다. 

## 설립 및 운영 방식
분교가 교육부에서 정원을 신규로 인가한 데 반해, 제2캠퍼스 등 이원화 캠퍼스는 대학교의 기존 정원을 분리하거나 타 대학을 인수하여 설립한 것으로 완전히 다른 방식이다. 
분교가 본교와는 구별되어 별도로 관리하는데 반해, 이원화 캠퍼스의 운영 방식은 학문 및 교육 체계, 행정상의 업무 등에서 크게 차이가 나지 않는다,
다만, 이원화 캠퍼스 제도는 각각의 캠퍼스에 다른 단과대학이 설치되어 있거나, 계열별로 차이를 두고 있다. 따라서 이원화 캠퍼스 제도를 시행중인 학교는 캠퍼스별로 유사학과가 존재하는 경우는 드문 편이다. 이를 통해 캠퍼스별로 학문 등 특정 부분의 역량을 강화시켜 대학 경쟁력을 강화하기 위한 시스템 중 하나라고 평가받는다.

## 제2 캠퍼스 일람
이원화캠퍼스 체제를 운영하고 있는 대학은 한국교육개발원이 매년 발표하는 고등교육통계조사 지침서를 모두 따라야 하며 이 지침서를 토대로 대학알리미 통계조사 데이터 및 학생들의 입학, 졸업 학적이 정해진다. 본 지침서에는 이원화캠퍼스를 운영하고 있는 대학은 「대학설립·운영규정」 제5조(교지)에 해당되지 않을 경우 분리된 교지로 분류해야 함을 명시하고 있다. 교지가 분리되어 있으면 캠퍼스 코드도 분리하여야 함을 기본정보에 명시하였음으로 캠퍼스가 나뉘어 있음에도 1개의 코드만 운영하는 대학은 모두 지침을 위반한 것이다.(예 : 성균관대학교)

### 고등교육기관 기본통계조사 지침
2023년 하반기 캠퍼스 분리 조사와 통합 조사 대학의 혼재로 인한 일관성 저하 및 지역별 자료 왜곡 해소를 위하여 하반기 고등교육기관 교육기본통계조사 지침서가 발표되었다. 2023년도부터 대학설립 운영규정 제5조 4항을 충족하지 못할 경우 이 지침서에 따라 기존 통합 공시 해왔던 대학도 분리 공시하고 있는 대학처럼 분리 조사 해야 한다. 차후 통합 코드도 분리 될 예정이다.
「대학설립·운영규정」 제5조(교지) ④ 대학의 교지가 다음 각 호의 어느 하나에 해당하는 경우에는 교지가 분리되지 않은 것으로 보아 제1항 후단을 적용하지 않는다. <개정 2022. 8. 9.>
1. 교지가 도로·하천 등으로 부득이하게 나뉘어 인접한 경우
2. 교지경계선(분리되지 않은 것으로 보는 교지가 있는 경우 그 교지의 경계선을 포함한다)을 기준으로 교지 간 최단거리가 20킬로미터 이하인 경우. 이 경우 분리된 교지가 3개 이상인 경우에는 각각의 교지 간 최단거리가 모두 20킬로미터 이하여야 한다. 
3. 각각의 교지가 동일한 지방자치단체(「지방자치법」 제2조제1항제2호의 시ㆍ군ㆍ구인 지방자치단체를 말한다) 내에 있는 경우 
4. 대학이 별표 2에 따른 교사시설 중 학생기숙사 등 학생 주거용 시설을 기존 교지(기존 교지가 이미 분리되어 있는 경우에는 그 학생 주거용 시설과 가장 가까운 교지를 말한다) 밖의 부지(「국토의 계획 및 이용에 관한 법률」 제2조 제6호라목에 따른 학교로 도시ㆍ군계획시설결정이 된 부지로 한정한다)에 설치하는 경우

① 학과가 개설되어 실제 수업을 진행하고 있는 캠퍼스는 모두 입력, 실제 수업을 진행하지 않는 캠퍼스(산학협력단 또는 연구소만 있는 캠퍼스 등)는 제외 「대학설립·운영규정」 제5조4항에 해당하지 않는 경우 분리하여 조사하되, 각 교지 간 최단거리가 20km 이하더라도 기초지방자치단체(시·군·구)가 상이한 경우 분리하여 조사해야 함
(예시1) A대학교의 경우
- 서울 ○○구에 위치한 ○○캠퍼스: 대부분의 학과(본부 위치, 10개 학과)가 운영 중 → 본교(제1캠퍼스) 
- 서울 △△구에 위치한 △△캠퍼스: 일부 학과(2개 학과)가 운영 중 → 본교(제2캠퍼스) 
- 서울 □□구에 위치한 □□캠퍼스: 연구소와 산학협력단 등 위치 → 조사대상 아님 →고등교육통계조사에서 ○○캠퍼스는 A대학교_본교(제1캠퍼스), △△캠퍼스는 A대학교_본교(제2캠퍼스) 두 개의 캠퍼스로 각각 조사(□□캠퍼스는 조사대상 아님)
(예시2) B대학교의 경우
- 1학년은 본교(제1캠퍼스)에서, 2~4학년은 본교(제2캠퍼스)에서 교육과정이 이루어짐 → 각각 분리하여 조사해야 함. (단, 1~2개의 과목만 타캠퍼스에서 수업하는 경우 분리조사 대상 아님.)

② 캠퍼스가 2개 이상인 대학의 경우, 소재지에 따라 대학원 캠퍼스명을 정하나 대학원 소재지에 학부가 없는 경우에는 학부 기준 캠퍼스로 입력해야 함 
(예시1) 서울시 ☆☆구 소재 C대학교 경영대학원 - 학부는 경기도 ◇◇시(본교(제1캠퍼스))와 서울시 ☆☆구 (본교(제2캠퍼스))에 각각 존재 → 고등교육통계조사에서 C대학교 경영대학원은 소재지에 따라 본교(제2캠퍼스)로 조사 
(예시2)  충청도 ♤♤군 소재 D대학교 통계대학원 -충청도 ♤♤군에 위치한 캠퍼스에는 통계대학원 이외의 학부나 대학원이 존재하지 않고, D대학교 학부 소속 통계학과는 서울시 ♡♡구 (본교(제1캠퍼스))에 있음. →고등교육통계조사에서 D대학교 통계대학원은 본교(제1캠퍼스)로 하여 조사하되, 학교개황 주소지에는 충청도 ♤♤군으로 입력

### 분리 공시
법적으로 구분할 필요성이 인정되어 제1캠퍼스와 제2캠퍼스로 나뉜 경우이다. 타 대학과의 통합이나, 교지 신설 형식으로 현재의 캠퍼스가 확정되었다.
가톨릭대학교의 경우 성심여자대학교와의 통합으로 현재의 캠퍼스 체제가 완성되었다. 종합대학으로 위치했던 구 성심여자대학교 부지인 성심교정에 대학본부가 위치하여 본캠퍼스가 되었고, 구 가톨릭대학교 부지가 이원화 캠퍼스 체제로 완성되었다.
분교에 대한 개념이 없는 국립대학인 강릉원주대학교, 강원대학교와 전남대학교 역시 각 대학들이 통합하여 이원화 캠퍼스 체제가 완성되었다. 강릉원주대학교는 강릉대학교와 원주대학이 통합하여 원주에 이원화캠퍼스를 두고 있는 사례다. 강원대학교는 삼척대학교와 통합하여 삼척에 이원화 캠퍼스를 설치했으며, 전남대학교의 경우 여수대학교와 통합하여 여수에 캠퍼스를 추가로 두어 현재의 체계가 완성되었다. 다만, 같은 국립대학인 경인교육대학교의 경우 인천교육대학교로 있으며, 경인교육대학교로 교명을 변경하며, 교지 분할 형식으로 경기캠퍼스가 신규 설치되며 이원화 캠퍼스 체제로 변경된 사례다.
한때 분교로 분류되었던 상명대학교와 홍익대학교는, 이원화 캠퍼스 설립 당초부터 교지 분할로 신고한 것으로 알려졌다. 이에 교육부는 행정 절차 오류와 캠퍼스간 먼 거리로 인해 오해가 생겨 분교로 분류했던 실수를 인정하고, 이원화 캠퍼스로 정정하였다.
| 교명             | 본교               | 이원화             | 위치                    | 설립   | 비고           |
| ---------------- | ------------------ | ------------------ | ----------------------- | ------ | -------------- |
| 가톨릭대학교     | 성심교정           | 성의교정           | 서울특별시 서초구       | 1995년 | 서초역         |
| 가톨릭대학교     | 성심교정           | 성신교정           | 서울특별시 종로구       | 1995년 | 한성대입구역   |
| 강릉원주대학교   | 강릉캠퍼스         | 원주캠퍼스         | 강원도 원주시           | 2007년 | 원주역         |
| 강원대학교       | 춘천캠퍼스         | 삼척캠퍼스         | 강원도 삼척시           | 2006년 |                |
| 강원대학교       | 춘천캠퍼스         | 도계캠퍼스         | 강원도 삼척시           | 2006년 | 도계역         |
| 건양대학교       | 논산창의융합캠퍼스 | 대전메디컬캠퍼스   | 대전광역시 서구         | 1990년 |                |
| 경기대학교       | 수원캠퍼스         | 서울캠퍼스         | 서울특별시 서대문구     | 1947년 | 충정로역       |
| 경북대학교       | 대구캠퍼스         | 상주캠퍼스         | 경상북도 상주시         | 2008년 | 상주역         |
| 경희대학교       | 서울캠퍼스         | 국제캠퍼스         | 경기도 용인시           | 1980년 | 영통역         |
| 경동대학교       | Global캠퍼스       | 속초캠퍼스         | 강원도 속초시           | 2013년 | 사용 중지      |
| 경동대학교       | Global캠퍼스       | Medical캠퍼스      | 강원도 원주시           | 2013년 | 동화역         |
| 경동대학교       | Global캠퍼스       | Metropol캠퍼스     | 경기도 양주시           | 2014년 | 덕계역         |
| 경인교육대학교   | 인천캠퍼스         | 경기캠퍼스         | 경기도 안양시           | 2005년 | 관악역         |
| 단국대학교       | 죽전캠퍼스         | 천안캠퍼스         | 충청남도 천안시         | 1978년 | 두정역         |
| 동아대학교       | 승학캠퍼스         | 구덕캠퍼스         | 부산광역시 서구         | 1946년 | 동대신역       |
| 동아대학교       | 승학캠퍼스         | 부민캠퍼스         | 부산광역시 서구         | 2008년 | 토성역         |
| 공주대학교       | 공주캠퍼스         | 예산캠퍼스         | 충청남도 예산군         | 1992년 |                |
| 공주대학교       | 공주캠퍼스         | 천안캠퍼스         | 충청남도 천안시         | 2005년 | 두정역         |
| 동양대학교       | 영주캠퍼스         | 북서울캠퍼스       | 경기도 동두천시         | 2016년 | 동두천역       |
| 부산대학교       | 부산캠퍼스         | 밀양캠퍼스         | 경상남도 밀양시         | 2006년 | 밀양역         |
| 부산대학교       | 부산캠퍼스         | 양산캠퍼스         | 경상남도 양산시         | 2009년 | 물금역         |
| 서울대학교       | 관악캠퍼스         | 연건캠퍼스         | 서울특별시 종로구       | 1946년 | 혜화역         |
| 서울대학교       | 관악캠퍼스         | 평창캠퍼스         | 강원도 평창군           | 2014년 |                |
| 성균관대학교     | 인문사회과학캠퍼스 | 자연과학캠퍼스     | 경기도 수원시           | 1979년 | 성균관대역     |
| 연세대학교       | 신촌캠퍼스         | 국제캠퍼스         | 인천광역시 연수구       | 2010년 | 캠퍼스타운역   |
| 우석대학교       | 전주캠퍼스         | 진천캠퍼스         | 충청북도 진천군         | 2014년 |                |
| 유원대학교       | 영동캠퍼스         | 아산캠퍼스         | 충청남도 아산시         | 2016년 |                |
| 인천대학교       | 송도캠퍼스         | 미추홀캠퍼스       | 인천광역시 연수구       | 2005년 | 테크노파크역   |
| 중부대학교       | 충청캠퍼스         | 고양캠퍼스         | 경기도 고양시           | 2015년 |                |
| 차의과학대학교   | 포천캠퍼스         | 분당캠퍼스         | 경기도 성남시           | 2014년 | 야탑역         |
| 총신대학교       | 사당캠퍼스         | 양지캠퍼스         | 경기도 용인시           |        |                |
| 한국교통대학교   | 충주캠퍼스         | 증평캠퍼스         | 충청북도 증평군         | 2006년 |                |
| 한국교통대학교   | 충주캠퍼스         | 의왕캠퍼스         | 경기도 의왕시           | 2012년 | 의왕역         |
| 한국외국어대학교 | 서울캠퍼스         | 글로벌캠퍼스       | 경기도 용인시           | 1979년 |                |
| 한서대학교       | 서산캠퍼스         | 태안캠퍼스         | 충청남도 태안군         | 2009년 |                |
| 호서대학교       | 아산캠퍼스         | 천안캠퍼스         | 충청남도 천안시         | 1978년 |                |
| 호서대학교       | 아산캠퍼스         | 산학융합캠퍼스     | 충청남도 당진시         | 2015년 |                |
| 명지대학교       | 자연캠퍼스         | 인문캠퍼스         | 서울특별시 서대문구     | 1948년 | 증산역         |
| 상명대학교       | 서울캠퍼스         | 천안캠퍼스         | 충청남도 천안시         | 1984년 | 두정역         |
| 신한대학교       | 제2캠퍼스          | 제1캠퍼스          | 경기도 의정부시         | 2014년 | 망월사역       |
| 안양대학교       | 안양캠퍼스         | 강화캠퍼스         | 인천광역시 강화군       | 1948년 |                |
| 영산대학교       | 양산캠퍼스         | 해운대캠퍼스       | 부산광역시 해운대구     | 2005년 | 영산대역       |
| 예원예술대학교   | 전북희망캠퍼스     | 경기드림캠퍼스     | 경기도 양주시           | 2014년 | 덕정역         |
| 을지대학교       | 대전캠퍼스         | 성남캠퍼스         | 경기도 성남시           | 1967년 | 남한산성입구역 |
| 인제대학교       | 김해캠퍼스         | 부산캠퍼스         | 부산광역시 부산진구     | 1979년 | 개금역         |
| 인천가톨릭대학교 | 강화캠퍼스         | 송도국제도시캠퍼스 | 인천광역시 연수구       | 2010년 | 지식정보단지역 |
| 전남대학교       | 광주캠퍼스         | 여수캠퍼스         | 전라남도 여수시         | 2006년 | 여천역         |
| 중앙대학교       | 서울캠퍼스         | 다빈치캠퍼스       | 경기도 안성시           | 1918년 |                |
| 홍익대학교       | 서울캠퍼스         | 세종캠퍼스         | 세종특별자치시 조치원읍 | 1946년 | 조치원역       |

### 통합 공시
대학설립 운영규정 제5조 4항을 충족하는 대학들은 2023년도 이후에도 통합공시 한다.

#### 일반대학
| 교명             | 본교       | 이원화       | 위치                 | 설립   | 비고 |
| ---------------- | ---------- | ------------ | -------------------- | ------ | ---- |
| 경상국립대학교   | 가좌캠퍼스 | 칠암캠퍼스   | 경상남도 진주시      | 1910년 |      |
| 경상국립대학교   | 가좌캠퍼스 | 내동캠퍼스   | 경상남도 진주시      | 2014년 |      |
| 부경대학교       | 대연캠퍼스 | 용당캠퍼스   | 부산광역시 남구      | 1924년 |      |
| 부산가톨릭대학교 | 지산교정   | 메리놀교정   | 부산광역시 금정구    | 1964년 |      |
| 부산가톨릭대학교 | 지산교정   | 신학교정     | 부산광역시 금정구    | 1964년 |      |
| 세한대학교       | 영암캠퍼스 | 당진캠퍼스   | 충청남도 당진시      | 2013년 |      |
| 인천대학교       | 송도캠퍼스 | 미추홀캠퍼스 | 인천광역시 연수구    | 1979년 |      |
| 청주대학교       | 제1캠퍼스  | 제2캠퍼스    | 울산광역시 남구      | 1947년 |      |
| 한국공학대학교   | 제1캠퍼스  | 제2캠퍼스    | 경기도 시흥시 정왕동 | 1997년 |      |

#### 전문대학
전문대학의 경우 실질적으로 분리된 이원화 캠퍼스 체제를 유지하고 있지만, 법적으로 단일 체제로 공시하고 있다. 따라서, 전문대학의 경우 1캠퍼스를 대학본부가 소재한 지역으로 서술했다.
| 학교           | 본교         | 이원화         | 위치                | 설립   | 비고         |
| -------------- | ------------ | -------------- | ------------------- | ------ | ------------ |
| 경남정보대학교 | 냉정캠퍼스   | 센텀캠퍼스     | 부산광역시 해운대구 | 2013년 | 센텀시티역   |
| 경복대학교     | 남양주캠퍼스 | 포천캠퍼스     | 경기도 포천시       | 1992년 |              |
| 대경대학교     | 메인캠퍼스   | 서울한류캠퍼스 | 경기도 남양주시     | 2018년 |              |
| 두원공과대학교 | 안성캠퍼스   | 파주캠퍼스     | 경기도 파주시       | 2008년 | 파주역       |
| 부천대학교     | 본교캠퍼스   | 소사캠퍼스     | 경기도 부천시       | 2016년 | 소새울역     |
| 서영대학교     | 광주캠퍼스   | 파주캠퍼스     | 경기도 파주시       | 2013년 | 월롱역       |
| 수원여자대학교 | 인제캠퍼스   | 해란캠퍼스     | 경기도 화성시       | 2000년 | 병점역       |
| 영진전문대학   | 복현캠퍼스   | 글로벌캠퍼스   | 경상북도 칠곡군     | 2007년 |              |
| 울산과학대학교 | 동부캠퍼스   | 서부캠퍼스     | 울산광역시 남구     | 2000년 | 노포역       |
| 인천재능대학교 | 본교캠퍼스   | 송도캠퍼스     | 인천광역시 연수구   | 2015년 | 테크노파크역 |

## 같이 보기
- 대한민국의 대학캠퍼스 목록
- 분교